# Vilalba Sasserra
Vilalba Sasserra ist eine katalanische Gemeinde in der Provinz Barcelona im Nordosten Spaniens. Sie liegt in der Comarca Vallès Oriental.

## Sehenswürdigkeiten
- Kirche Santa Maria
- Dolmen Pedra Arca